# Lijst van spelers van AGOVV
Dit is een lijst van voetballers die minimaal één officiële wedstrijd hebben gespeeld in het eerste elftal van de Nederlandse voormalig profclub AGOVV of AGOVV Apeldoorn.

## A
- Ton Aarts
- Cor Adelaar
- Antonio Aguilar Aguilera
- Tahir Akhamrame
- Quincy Allée
- Jan Alverink
- Nabil Amarzagouio
- Mathieu Antolini
- Lion Axwijk

## B
- Istvan Bakx
- Maurice Bartelds
- Henk Baum
- Paul van Beek
- Joop Beekhuizen
- Arie Beekman
- Herman Berends
- Just Berends
- Dick van den Berg
- Joost van den Berg
- Jonas Beumer
- Wim Bleijenberg
- Jeremy Bokila
- Wim Bokila
- René Bot
- Brahim Bouhadan
- Robert van Boxel
- Ümran Bozbıyık
- Melvin Bresser
- Jeroen Van Den Broeck
- Gerard Brouwer
- Evert Brouwers
- Jaime Bruinier
- Toon Brusselers

## C
- André Caibi
- Ellery Cairo
- Gijs Cales
- Mirano Carrilho
- Timothy Cathalina
- Huseyin Cengiz
- Nacer Chadli
- Abdelhali Chaiat
- Kazuhiko Chiba
- Ben Collett
- Jason Conrad
- David Coonen
- Gerrit-Jan Cornelissen
- Thomas De Corte
- Alair Cruz Vicente

## D
- Jaap Davids
- René van Dieren
- Jos Dietrich
- Herman Dijkgraaf
- Pavle Dolezar
- Raymond van Driel
- Lukáš Ďuriška

## E
- Jan van Eijck
- Driss El Akchaoui
- Samir El Gaaouiri
- Steven van Es
- Jan Evers
- Jerry van Ewijk

## F
- Mark Fennebeumer
- Jan Fiechter
- Herbert Finken
- Sander Fischer

## G
- Anton Gabriëls
- Gonzalo García García
- Koen Garritsen
- Jeroen Gerritsen
- Gerry Giezen
- Joey Godee
- Bernard de Goede
- Serdar Gökkaya
- Raimond van der Gouw
- Theo Groeneveld
- Daniel Guijo-Velasco

## H
- Hans van de Haar
- Nadjim Haroun
- Ruud ter Heide
- Sergio Hellings
- Michiel Hemmen
- Nick Hengelman
- Ivo de Heus
- Frits Hoeben
- Djarno Hofland
- Hans van Houttum
- Daan Huiskamp
- Klaas-Jan Huntelaar

## I
- Dimitri Iakovlevski
- George Intema

## J
- Alandson Jansen Da Silva
- Ché Jenner
- Paddy John
- Herman de Jong
- Hennie Jonker
- Wim Jonker
- Jurrick Juliana

## K
- Lion Kaak
- Christian Kabeya
- Darije Kalezić
- Evert Kalkema
- Antoon Kanselaar
- Henkie Kanselaar
- Peter Kanselaar
- John Karelse
- Clayton Karsari
- Jan Keijzer
- Kevin Kerr
- Ahmet Kiliç
- Wim Klok
- Roberto Klomp
- Oger Klos
- Jo Kluin
- Senol Kök
- Dick Kooijman
- Gerard Kool
- Mike van der Kooy
- Atam Koroglu
- Romario Kortzorg
- Leo van de Kraats
- Bernhard Kratzsch
- Dennis Krohne
- Theo Kruitbos
- André Krul

## L
- Soufiane Laghmouchi
- Harrie Lammers
- Gep Landaal
- Ramon Leeuwin
- Raymond Lenting
- Jop van der Linden
- Olaf Lindenbergh
- Junior Livramento
- Cas Looijen
- Santinho Lopes Monteiro

## M
- Ingmar Maayen
- Sherjill Mac-Donald
- Piet Mackaay
- Maurice Mackay
- Denis Mahmudov
- Kenan Mahmudov
- Edgar Manucharian
- Angelo Martha
- Dino Medjedovic
- Rein Meekels
- Erich Meier
- Hennie Meijer
- Pauke Meijers
- Dries Mertens
- Rihairo Meulens
- Jan Michels
- Karol Mondek
- Nick Mulder
- Dick Mulderij
- Paul Mulders

## N
- Perry Nesselaar
- Joop Niezen
- Cees Nijdeken
- Chiró N'Toko

## O
- Rachid Ofrany
- René Oosterhof
- Cees Oudshoorn
- Kahan Özcan

## P
- Piet Panman
- Johan Pater
- Roelof Peeters
- Hayri Pinarci
- Stefan Postma

## R
- Tim Receveur
- Dennis van der Ree
- Peter Reekers
- Florian Riedel
- Levi Risamasu
- Robert Roest
- Roy de Ruiter
- Randy Rustenberg

## S
- Yannick Salem
- Jan Schreuder
- Vojtěch Schulmeister
- Levi Schwiebbe
- Mees Siers
- Nico Simons
- Theo Slijkhuis
- Ferry de Smalen
- Piet Smits
- Joey Snijders
- Arno Splinter
- Frans Stallen
- Adrie Steenbergen
- Joop Steenhuis
- John Stegeman
- Arend Steunenberg
- Hesdey Suart
- Martin Suchý

## T
- Stanley Tailor
- Wasiu Taiwo
- Joost Terol
- Koert Thalen
- Martijn Thomassen
- Herman Tiesselink
- Gieljan Tissingh
- Arnoud van Toor
- Renee Troost

## V
- Jahrizino Valentijn
- Henk van 't Veen
- Herman Veenhuizen
- Paul Verhaegh
- Jan Vis
- Thijs Visser
- Aad van der Voort
- Dominique Vos
- Ale Geert de Vries
- Remon de Vries
- Sietze de Vries
- Jan Vreugd

## W
- Peter de Waal
- Nyron Wau
- Mauk Weber
- Erik Wegh
- Sjaak Wentink
- Hans Wiedemeijer
- Peter Wiegmink
- Johnny Wijland
- Naru Wild-Putsorn
- Julius Wille
- Djuric Winklaar
- Henk Wolbrink

## Y
- Uğur Yıldırım

## Z
- Arie Zwikker